# Avililla de la Sierra
Avililla de la Sierra es una localidad española perteneciente al municipio de Tamames, en la provincia de Salamanca. En 2020 contaba con 5 habitantes.

## Historia
La localidad pertenece al término municipal salmantino de Tamames, en la comunidad autónoma de Castilla y León. Antiguo municipio, hacia 1846 su población ascendía a 28 habitantes. Avililla de la Sierra aparece descrita en el tercer volumen del Diccionario geográfico-estadístico-histórico de España y sus posesiones de Ultramar de Pascual Madoz de la siguiente manera:

AVILILLA DE LA SIERRA: l. con ayunt. de la prov. y adm. de rent. de Salamanca (8 leg.), terr. de Valdobla, jurisd. nullius del cabildo cated. de la misma c., part. jud. de Sequeros (5), aud. terr. y c. g. de Valladolid (30): sit. en terreno algo elevado, bañado al N. por un arroyuelo que carece de agua gran parte del año; bien ventilado y muy sano, con 11 malas casas, escuela de primeras letras con 10 alumnos de ambos sexos, dirigida por 1 maestro no examinado, dotado con unos 500 rs.; igl. parr. bastante mediana, que tiene por anejo á los Arévalos, y cementerio unido á ella a 80 pasos N. del pueblo. Confina su térm. por N. con Torre de Velayos; E. con Pedroza; S. con Puerto de la Calzadilla; y O. con Cerbandez; estendiéndose  de N. á S. 3/4 de leg. y 1/4 de E. á O.: en eél se encuentra una buena fuente perenne, abundante y famosa en todos los alrededores, con el nombre de la Trilla, de la cual se surte el vecindario; otras varias fuentecillas tambien perennes, 2 lagunas para abrevadero de los ganados; el arroyuelo referido, y el llamado de la Redonda que corre al SO., á 300 pasos del pueblo en direccion de E. á O., y desagua en el Huebra en el térm. de Anaya; aunque lleva poca agua es de curso perenne, se utiliza para el riego de una vega pequeña, pero muy productiva; tiene algunos fresno en su ribrea, y cria pesca de barbos y anguilas: el terreno, cuya propiedad pertenece al conde de Santibañez, es flojo y pizarroso con algo de regadio; se halla dividido en suertes para el cultivo y poblado en casi su totalidad de monte de malas encinas, y tiene 3 ó 4 valles de corta estension con muy buenos pastos y algunos prados, principalmente en la espresada ribera: los caminos son de travesía y se hallan en buen estado: la correspondencia se trae de Tamames todos los mártes, dia de mercado: prod.: trigo sobrante, centeno, cebada, avena, garbanzos, legumbres, patatas y lino, lo necesario para el consumo; ganados de todas clases, algunas caballerias menores, una que otra yegua de vientre, y bastante caza menor: pobl. 6 vec., 28 hab., dedicados al cultivo del campo y cria de ganados: riqueza terr. prod.: 242,475 imp.: 12,123 rs.
(Madoz, 1846, p. 187)